# Sent Grapasi d'Aimet
Sent Grapasi d'Aimet (en francès Saint-Capraise-d'Eymet) és un municipi francès situat al departament de la Dordonya i a la regió de la Nova Aquitània.

## Demografia
| 1962                                       | 1968 | 1975 | 1982 | 1990 | 1999 | 2007 |
| ------------------------------------------ | ---- | ---- | ---- | ---- | ---- | ---- |
| 192                                        | 163  | 150  | 143  | 153  | 149  | 140  |
| Des de 1962: població sense dobles comptes |      |      |      |      |      |      |

## Administració
| Període | Identitat     | Partit |
| ------- | ------------- | ------ |
| 1983-   | Arthur Héyère | UMP    |